# Minivarken

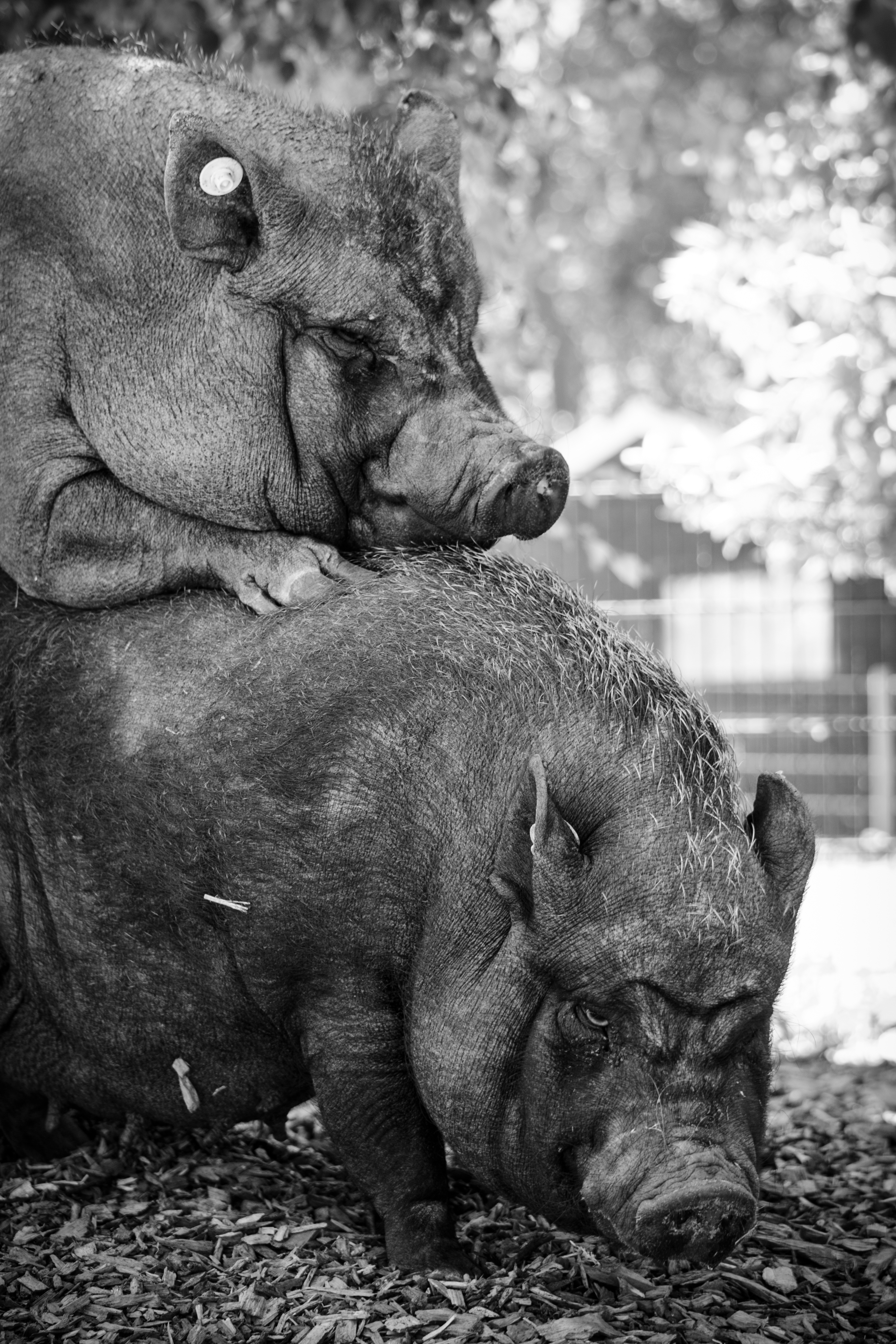
Twee minivarkens

Een minivarken is een verzamelbegrip voor een aantal kleinere varkensrassen.
Hieronder vallen onder meer het hangbuikzwijn (Sus scrofa vittatus), een varken dat in Vietnam en China vaak voorkomt en het Göttinger minivarken, de Münchener troll en het Indonesisch minivarken. 

## Soorten
Het hangbuikzwijn is een klein varken met een gedrongen kop en kleine spitse oren.
Het hangbuikzwijntje wordt ongeveer 50 tot 60 cm hoog en bereikt een gewicht van ongeveer 70 kg. Sommige fokkers proberen hem steeds kleiner te fokken, onder meer door de dieren op dieet te zetten. Er bestaan daardoor volwassen minihangbuikzwijntjes van 12 tot 25 kilo. Dit kan echter ten koste van de gezondheid van de dieren gaan en deze praktijk wordt niet onderschreven door de Amerikaanse Potbellied Pig Association die een gedragscode heeft ontwikkeld voor Noord-Amerikaanse fokkers.
Het Göttinger minivarken is aan de Universiteit van Göttingen (Duitsland) speciaal als proefdier gefokt voor de medische wetenschap. Het dier heeft kleuren, die variëren van wit, grijs, bruin tot bont en is ook een geliefd hobbyvarken. De hoogte is ongeveer 40 tot 50 cm en het gewicht kan komen tussen de 50 en 75 kg.
De Münchener troll is eveneens voor de medische wetenschap gefokt en komt uit München (Duitsland). Deze dieren hebben ook verschillende kleuren, waaronder dikwijls roodachtige tinten. Hun hoogte komt op ca. 45 cm en het gewicht ligt rond de 50 kg.
Het Indonesische minivarken is kleiner dan de voorgaande dieren en wordt steeds schaarser. De naam is misleidend want de afkomst van het beestje is Duits. De vele bruine biggen waren de reden van deze benaming. Toch is deze soort er ook in verschillende kleurstellingen, waaronder vooral de zogenaamde wildkleur. Anatomisch lijken zij nog het meest op het wild zwijn (Sus scrofa), maar met hun gewicht van slechts 30 kg zijn zij veel lichter dan deze.
Er zijn ook kruisingen van minivarkens uit Amerika en Canada.

## Huisdier
De populariteit van de kleine varkens als huisdier neemt toe. De meningen hierover zijn verdeeld. Tegenstanders wijzen erop dat varkens zeer specifieke dieren zijn die dan ook specifieke eisen stellen aan hun verzorgers en verzorging, zo hebben ze behoefte aan een groot buitengebied en kunnen zeer ongelukkig worden als ze niet met soortgenoten kunnen leven, of aan hun natuurlijke behoefte om te wroeten kunnen voldoen. Ze kunnen dan gaan gillen en agressief worden. Om dierenleed te voorkomen heeft het de voorkeur varkens in een zo natuurlijk mogelijke omgeving te houden. 